# Sonja Kristina
Sonja Kristina é uma cantora inglesa, famosa por ter intergrado o Curved Air.
Ela integrou o musical Hair.
O Curved Air teve mudanças na formação através de seus nove álbuns ao longo dos anos (de 1970 até 1976, e uma reunião em 1990), mas Kristina permaneceu em todas. A formação original também contava com Francis Monkman na guitarra e Darryl Way no violino e nos teclados.
O primeiro álbum, Air Conditioning (1970), recebeu muita atenção da imprensa, devido ao fato de ter sido o primeiro picture disc lançado no Reino Unido. O segundo álbum, simplesmente intitulado Second Album (1972), teve uma participação mais ativa de Kristina, que escreveu quase todas as músicas ao lado de Way, incluindo a música mais famosa da banda, "Back Street Luv".
Desde o Curved Air, ela tem uma carreira solo, incluindo seu envolvimento com o movimento acid folk londrino no início da década de 1990, culminando em Song from Acid Folk (1991), aclamado pela crítica, e, mais recentemente, no seu duo multi-mídia com Marvyn Ayres Mask.